# Euproctis hargreavesi
Euproctis hargreavesi är en fjärilsart som beskrevs av Collenette 1931. Euproctis hargreavesi ingår i släktet Euproctis och familjen tofsspinnare. Inga underarter finns listade i Catalogue of Life.